# Simón Mesa Soto

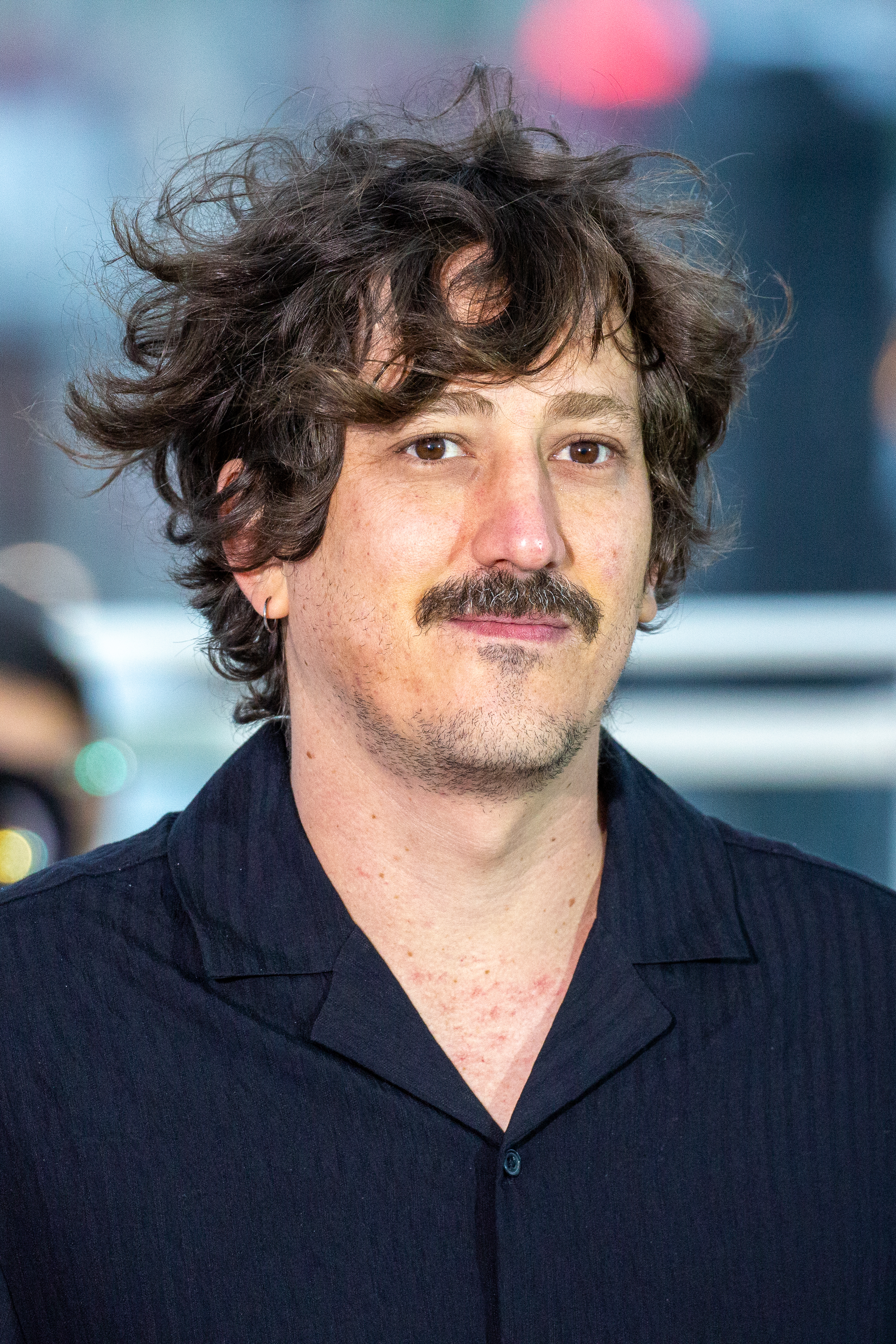
Simón Mesa Soto bei den Internationalen Filmfestspielen von Cannes (2025)

Simón Mesa Soto (* 23. Januar 1986 in Medellín) ist ein kolumbianischer Filmemacher.

## Karriere
Mesa Soto wurde in Medellín geboren und studierte audiovisuelle Kommunikation an der Universidad de Antioquia, wo er auch als Dozent für Filmschnitt tätig war, bevor er nach Großbritannien zog. Im Jahr 2014 schloss er sein Filmstudium an der London Film School ab, wobei der Kurzfilm Leidi sein Abschlussfilm war. Hierfür wurde er bei den Internationalen Filmfestspielen von Cannes mit der Goldenen Palme für den besten Kurzfilm ausgezeichnet.
2016 gewann er das Stipendium für Kurzfilmproduktionen der Stadtverwaltung von Medellín und drehte einen neuen Kurzfilm mit dem Titel Madre, mit dem er erneut den Goldenen Hugo beim Chicago Film Festival gewann. Ein Jahr später gründete er die Produktionsfirma Ocúltimo, mit der er sein Debütwerk Amparo produzierte. Der Film wurde bei den Filmfestivals in Cannes, Chicago, Lima und Punta del Este ausgezeichnet und in San Sebastián, Jerusalem, Miami und Pingyao nominiert.
Im Jahr 2025 erschien seine Tragikomödie A Poet, in der es um einen verbitterten Dichter geht, der für eine junge Dichterin zum Mentor wird. Der Film feierte bei den Internationalen Filmfestspielen von Cannes Premiere und Mesa Soto gewann beim Filmfest München den Cincecopro-Preis.

## Filmografie (Auswahl)
- 2009: Los tiempos muertos (Kurzfilm, Regie, Produktion, Buch)
- 2012: The Palm (Kurzfilm, Kamera)
- 2013: Kristin Baybars (Kurzfilm, Kamera)
- 2014: Deadlock (Kurzfilm, Kamera)
- 2014: Leidi (Kurzfilm, Regie, Buch)
- 2016: Madre (Kurzfilm, Regie, Buch)
- 2021: Amparo (Regie, Produktion, Buch)
- 2025: A Poet (Regie, Produktion, Buch)

## Auszeichnungen (Auswahl)
- 2014: Internationale Filmfestspiele von Cannes in der Kategorie Bester Kurzfilm für Leidi
- 2014: Bogota Short Film Festival in der Kategorie Bester Kurzfilm und Bestes Drehbuch für Leidi
- 2015: Chicago International Film Festival in den Kategorien Bester Kurzfilm und Bester narrativer Kurzfilm für Leidi
- 2015: Hong Kong International Film Festival in der Kategorie Bester Kurzfilm für Leidi
- 2015: London Short Film Festival in der Kategorie Bester britischer Kurzfilm für Leidi
- 2015: Monterrey International Film Festival in der Kategorie Bester internationaler Kurzfilm für Leidi
- 2016: Internationale-Filmfestspiele-von-Cannes-Nominierung in der Kategorie Bester Kurzfilm für Madre
- 2016: Chicago International Film Festival in der Kategorie Bester Kurzfilm für Madre
- 2017: Bogota Short Film Festival in der Kategorie Bester Kurzfilm für Madre
- 2021: Internationale-Filmfestspiele-von-Cannes-Nominierung für die Goldene Kamera und den Kritikerpreis für Amparo
- 2021: Chicago International Film Festival in der Kategorie Beste Debütregie für Amparo
- 2022: Premios Macondo in den Kategorien Bester Film, Beste Regie und Bestes Drehbuch
- 2025: Internationale Filmfestspiele von Cannes: Jurypreis der Reihe Un Certain Regard für A Poet
- 2025: Filmfest München im Wettbewerb Cincecopro für A Poet